# Rafael Barroeta y Castilla
Rafael Barroeta y Castilla  (San Miguel (El Salvador), 1766–San José (Costa Rica), 13 de agosto de 1826) fue un político y abogado salvadoreño que se desempeñó como presidente de la Primera Junta Superior Gubernativa de Costa Rica.
Hijo de Juan Antonio Barroeta e Iturrio y Ana Gertrudis Castilla y Andurrián.; se casó con Bárbara Enríquez Díaz Cabeza de Vaca y Palacios, nicaragüense.
Se graduó de Licenciado en Leyes en la Universidad de Guatemala. Llegó a Costa Rica alrededor de 1804, para servir el destino de Asesor Letrado del Gobernador. Fue Teniente de Gobernador de Bagaces en 1805, y en septiembre de 1811 estuvo interinamente encargado del mando de la provincia de Costa Rica, por ausencia del Gobernador Juan de Dios de Ayala y Toledo. En 1818 y 1819 fue alcalde ordinario de la ciudad de Cartago y en 1820 de San José.
Fue miembro de la Junta de Legados de los Pueblos en 1821. Presidió la Junta de Electores que gobernó Costa Rica del 6 al 13 de enero de 1822, y durante el resto de ese año fue miembro de la Junta Superior Gubernativa, que presidió de enero a marzo de 1822. También fue miembro de la segunda Junta Superior Gubernativa que ejerció el poder de enero a marzo de 1823.
Participó en muchas actividades políticas de importancia y fue un entusiasta partidario de la anexión de Costa Rica al Primer Imperio mexicano de Agustín de Iturbide. Sin embargo, en 1823 empezó a sufrir graves quebrantos en su salud mental y hubo de retirarse de todos los asuntos públicos. Murió en San José en 1826.
- Datos: Q2126919